# Rocambole (pièce de théâtre)
Pour les articles homonymes, voir Rocambole.

Rocambole est une pièce de théâtre d'Anicet Bourgeois et Ernest Blum, représentée pour la première fois le 26 août 1864 au Théâtre de l'Ambigu à Paris. Il s’agit d'une libre adaptation des aventures de Rocambole de Pierre Ponson du Terrail. Cette pièce connut un succès qui lui permit d'être jouée à deux autres reprises au XIXe siècle.

## Synopsis
César Andréa, le chef d'une association de malfaiteurs connue sous le nom du Club des Valets de Cœur, projette de s'emparer de la fortune dont l'héritier est inconnu. Il charge alors un jeune bandit parisien, Rocambole, de jouer le rôle du comte disparu pour récupérer l'héritage.

## Représentations
1. La première représentation de Rocambole a lieu le 26 août 1864 au Théâtre de l'Ambigu.
2. Cette pièce est reprise en juin 1885 au Théâtre des Nations[1].
3. Elle est de nouveau jouée au Théâtre de l'Ambigu à partir du 2 mai 1893[2].

## Distributions

### Lors de la représentation de 1864[3]
- M. Taillade : Rocambole
- M. Castellano : César Andréa
- Mme Marie Laurent : Baccarat
- M. Raynard : Jean Guignon

### Lors de la représentation de 1885[4]
- Louis Decori : Rocambole
- M. Paul Esquier : César Andréa
- Mlle Patry : Baccarat
- M. Germain : Jean Guignon

### Lors de la représentation de 1893[5]
- M. Desjardins : Rocambole
- Mlle Lina Munt : Baccarat
- M. J. Renot : César Andréa
- Mme Marie Laure : Mme Frippart, mère de Rocambole
- M. Gauthier : Jean Guignon
- Mlle Descorval : Femme de chambre
- Mme E. Villars
- Mme Tréville
- Mme Lévi-Leclerc